# Manzana la Cofradía
Manzana la Cofradía es una localidad del estado mexicano de Michoacán. Es parte del municipio de Ocampo.

## Demografía
| Gráfica de evolución demográfica |
|                                  |

| Censo | Población |
| ----- | --------- |
| 1930  | 92        |
| 1940  | 137       |
| 1950  | 162       |
| 1960  | 228       |
| 1970  | 371       |
| 1980  | 459       |
| 1990  | 658       |
| 2000  | 904       |
| 2010  | 1040      |
| 2020  | 1193      |